# Francisco Javier González Muñoz
Francisco Javier González Muñoz (* 1. Februar 1989 in Córdoba), auch einfach nur Fran González genannt, ist ein spanischer Fußballspieler.

## Karriere
Das Fußballspielen erlernte Fran González in den Jugendmannschaften von Séneca CF und Real Madrid. Seinen ersten Vertrag unterschrieb er 2008 bei UD Almería B in Almería. Über die spanischen unterklassigen Vereine Unión Estepona CF (2009–2010), Lucena CF (2010, 2011–2012), Deportivo Fabril (2010–2011), Deportivo Aragón (2012–2013), Real Saragossa (2013), FC Córdoba B (2013–2014) und Hércules Alicante (2014–2015) wechselte er 2015 nach Zypern, wo er einen Vertrag bei Ermis Aradippou unterschrieb. Der Verein spielte in der Ersten Liga, der First Division und ist in Aradippou beheimatet. Mitte 2016 wechselte er nach Asien. Hier unterschrieb er einen Vertrag beim thailändischen Erstligisten Pattaya United in Pattaya. Nach sechs Monaten in Thailand ging er 2017 wieder nach Europa. Der polnische Verein Bytovia Bytów aus Bytów nahm ihn ab Februar unter Vertrag. Mitte 2018 zog es ihn wieder nach Asien. In Hongkong unterschrieb er einen Vertrag beim Lee Man FC, einem Verein, der in der Ersten Liga, der Hong Kong Premier League, spielte. Nach einem Jahr in Hongkong wechselte er Mitte 2019 nach Indien, wo er einen Vertrag beim Mohun Bagan AC unterschrieb. Der in Kalkutta ansässige Club spielt in der I-League. Nach 16 Spielen, in denen er zehn Tore erzielte, wechselte er im Oktober 2020 nach Bengaluru zu Bengaluru FC. Mit dem Verein spielt er in der Indian Super League. Für Bengaluru bestritt er 18 Ligaspiele. Von März 2021 bis Mitte Oktober 2021 war er vertrags- und vereinslos. Real Kashmir FC, ein Verein der I-League, nahm ihn am 18. Oktober 2021 unter Vertrag. Für den Verein bestritt er sieben Ligaspiele. Im August 2022 ging er wieder nach Europa. Hier schloss er sich in seinem Heimatland den Viertligisten Terrassa FC an.

## Erfolge
Lee Man FC
- Sapling Cup-Sieger: 2018/19

Mohun Bagan AC
- Calcutta Premier Division – Gruppe A: 2019 (2. Platz)
- I-League: 2019/2020